# Перовская мурава

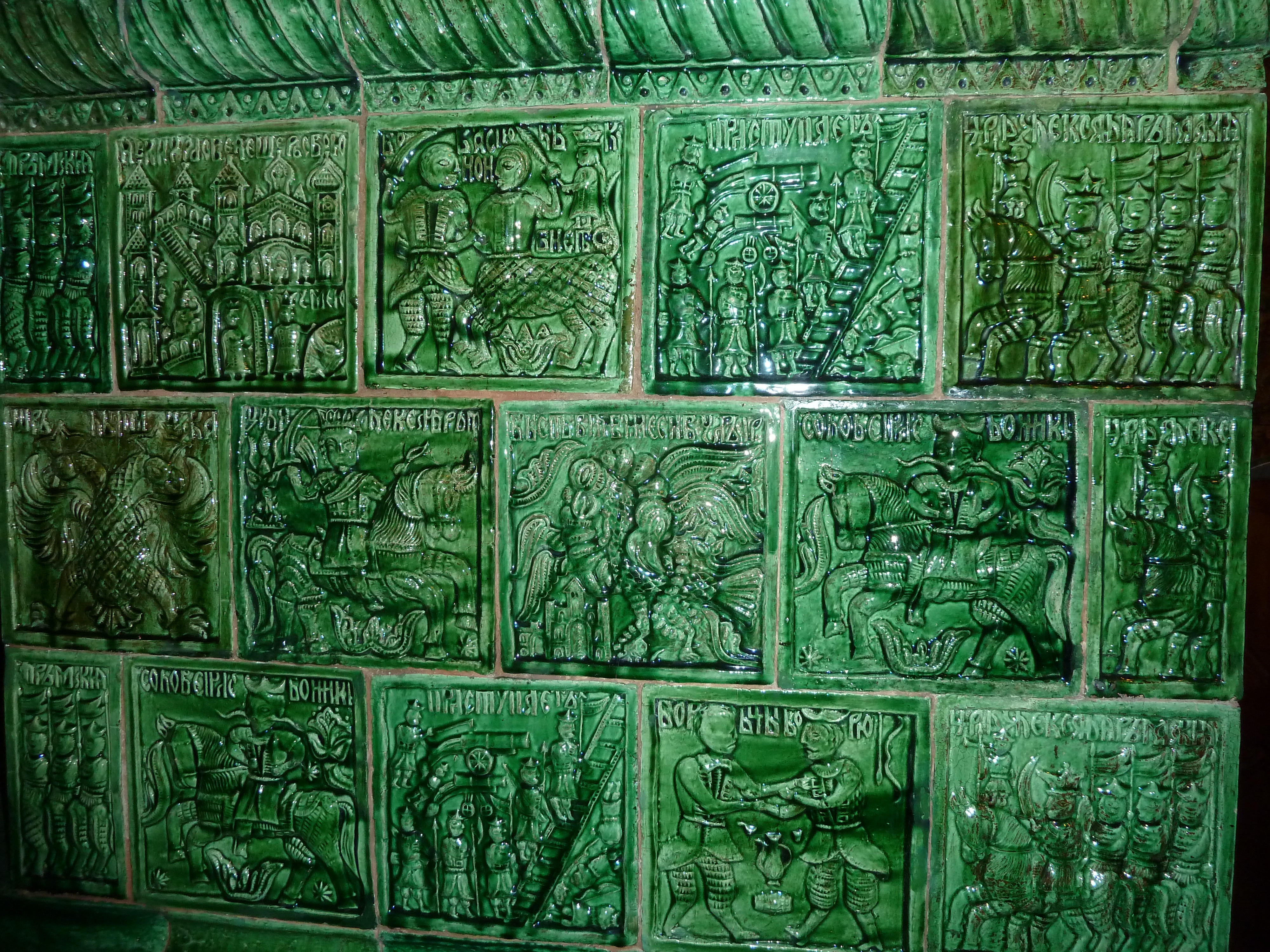
Муравленные изразцы, Палаты бояр Романовых (Москва)

Перо́вская мурава́ - техника изготовления керамических изделий, которая была популярна на Руси в XV—XVII веках. В такой технике в основном выполнялись печные изразцы характерного цвета. В основном этим промыслом занимались ремесленники Перовской слободы (современный район Перово города Москвы). Зелёный цвет глазури для изразцов придавался за счёт добавления меди и свинца в состав.
В XXI веке в технике «Перовская мурава» в основном изготавливаются объёмные глиняные игрушки по мотивам старо-русских эпосов и охотничьей темы.

## История муравления
Муравлением или покрытием муравой на Руси называли специфический метод создания полупрозрачной глазури на глиняных изделиях. Считается, что XV—XVII веках для простой глазировки глиняной посуды применяли муравление. Процесс заключался в том, что во время обжига в печь, где стояла глиняная посуда, кидали соли, которые превращаясь в пары, затем оседали на посуде и создавали похожее на стекло изумрудного цвета покрытие. Это специфический оттенок зеленого на Руси называли муравою. На территории современной Москвы муравление активно использовали в Перовской слободе, где муравленую глазурь наносили на печные изразцы с охотничьими и мифологическими сюжетами. Также известно, что в состав муравлиной глазури XVII века входили свинец и медная окалина.

## Воссоздание в XX веке
В начале 1990-х сотрудники мастерской по лепке из глины в московском районе Перово занялись изучением муравлёных московских рельефных изразцов XVII века и поиском вариантов воссоздания утраченной муравлёной глазури. После того, как рецепт удалось найти нетоксичный изумрудный краситель без меди и свинца, в мастерских начали создавать небольшие объёмные скульптуры из глины. Эта техника получила название «Перовская мурава».
Для того, чтобы заинтересовать учеников творческих студий, было принято решение использовать традиционные сюжеты и персонажей, которые изображались на древних муравлёных изразцах. Фигурки делаются из глины, затем обжигаются в печи и покрываются майоликовой низкотемпературной глазурью специфического изумрудного цвета, который также называют муравлёным.

## Персонажи
По сюжетам изразцов и на основе упоминаний об охотничьих промыслах Перовской слободы получилось две группы персонажей современной глиняной игрушки (малой скульптуры): мифические и охотничьи.

#### Фольклорные
- Полкан — получеловек — полуконь из русского сказочного и былинного эпоса.
- Лев — символ сильных и непобедимых воинов.
- Семаргл — священный крылатый пёс, который охраняет семена, посевы и домашний очаг.
- Грифон — страж и оберегатель всего на Земле.
- Гамаюн — вещая птица из славянской мифологии, предвещающая будущее.
- Единорог — владыка всего звериного царства из славянской мифологии, обладающий необыкновенной силой и чудодейственными способностями.

#### Охотничьей тематики
- Утка — древнеславянский символ очистительной силы воды и продолжения рода.
- Сова — символ земной и небесной мудрости.
- Олень — тотемное животное древних славян.
- Тетерев — одно из воплощений лесного духа.
- Сокольничий — старинный чин в великокняжеском дворцовом хозяйстве на Руси, стоявший во главе организации соколиной охоты.
- Всадник — символ стремительных перемен.